# 마렌 에거트
마렌 에거트(Maren Eggert, 1974년 1월 30일 ~ )는 독일의 배우이다. 2021 베를린 영화제 은곰상 주연상 수상자이다.

## 영화
- 아임 유어 맨 (2021년)
- 지라프 (2019년)
- 꿈길 (2016년)
- 어 디켄트 맨 (2015년)
- 페어런츠 (2013년) - 줄리
- 오를리 (2010년)
- 마르세유 (2004년)
- 엑스페리먼트 (2001년) - 도라